# Кейп Таун (стадион)
„Кейп Таун Стейдиъм“ е стадион в Кейптаун, Република Южна Африка. Известен е още и като „Грийн Пойнт“ – името на стария стадион, на чието място е построен.

## Данни
Разположен е в квартала Грийн Пойнт на Кейптаун, в непосредствена близост до Атлантическия океан и центъра на града. Построен е на мястото на стария 18-хиляден ст. „Грийн Пойнт Стейдиъм“, който е изцяло разрушен през 2007 г. Строежът продължава 33 мес. и официално е открит на 14 декември 2009 г.

## Откриване
Първият изигран мач на новооткрития стадион е местното дерби между „Аякс“, Кейп Таун и „Сантос“ на 23 янауари 2010 г. Само 20 000 билета са пуснати в продажба за този мач.

## Световно първенство по футбол 2010
По време на Световното първенство по футбол 2010 стадионът домакинства на 5 срещи от предварителните групи, на 1 осминафинал, 1 четвъртфинал и 1 полуфинал.
След края на шампионата е предвидено намаление на капацитета до 55 000 седящи места.

### Мачове
| дата        | час (UTC+2) | отбор 1    | резултат | отбор 2       | фаза          | посещаемост |
| ----------- | ----------- | ---------- | -------- | ------------- | ------------- | ----------- |
| 11 юни 2010 | 20.30       | Уругвай    | 0 – 0    | Франция       | група А       | 64 100      |
| 14 юни 2010 | 20.30       | Италия     | 1 – 1    | Парагвай      | група F       | 62 869      |
| 18 юни 2010 | 20.30       | Англия     | 0 – 0    | Алжир         | група C       | 64 100      |
| 21 юни 2010 | 13.30       | Португалия | 7 – 0    | Северна Корея | група G       | 63 644      |
| 24 юни 2010 | 20.30       | Камерун    | 1 – 2    | Нидерландия   | група E       | 63 093      |
| 29 юни 2010 | 20.30       | Испания    | 1 – 0    | Португалия    | осминафинали  | 62 955      |
| 3 юли 2010  | 16.00       | Аржентина  | 0 – 4    | Гармания      | четвъртфинали | 64 100      |
| 6 юли 2010  | 20.30       | Уругвай    | 2 – 3    | Нидерландия   | полуфинали    | 62 479      |